# Angel (canción de Madonna)
«Angel» es una canción interpretada por la cantante estadounidense Madonna, publicada como el tercer sencillo de su segundo álbum de estudio Like a Virgin el 10 de abril de 1985 por la compañía Sire Records. Steve Bray y Madonna compusieron conjuntamente la canción, que fue una de las primeras creadas para el álbum. Según la cantante, se inspiró en la historia de una chica que se enamora de un ángel tras ser salvada por él. En algunos países, se publicó como un maxisencillo  con «Into the Groove» y entró en varias listas. Se planeó realizar un video musical, pero la idea nunca se concretó; en su lugar, se usaron fragmentos de videos anteriores de la cantante, como «Borderline» y «Like a Virgin» para promocionar el sencillo en Reino Unido.
En cuanto a la composición musical, «Angel» posee un hook ascendente de tres acordes, presentes en las estrofas y el estribillo. Presenta armonías vocálicas que acompañan al estribillo principal y la letra reitera la imagen angelical del salvador de Madonna. En general recibió críticas variadas: unos lo consideraron un clásico, mientras que otros opinaron que no alcanzaba el estándar de los anteriores sencillos de la cantante. «Angel» se convirtió en el quinto sencillo consecutivo de Madonna en ingresar a los cinco primeros puestos en el conteo Billboard Hot 100 y se ubicó en el primer puesto de las listas de música dance. También alcanzó la primera posición en Australia y a los cinco primeros en Canadá, España, Irlanda, Japón, Nueva Zelanda y Reino Unido. Madonna cantó el tema en vivo una sola vez, en su gira The Virgin Tour (1985) lo que fue su única interpretación de esta en su carrera.

## Antecedentes y composición

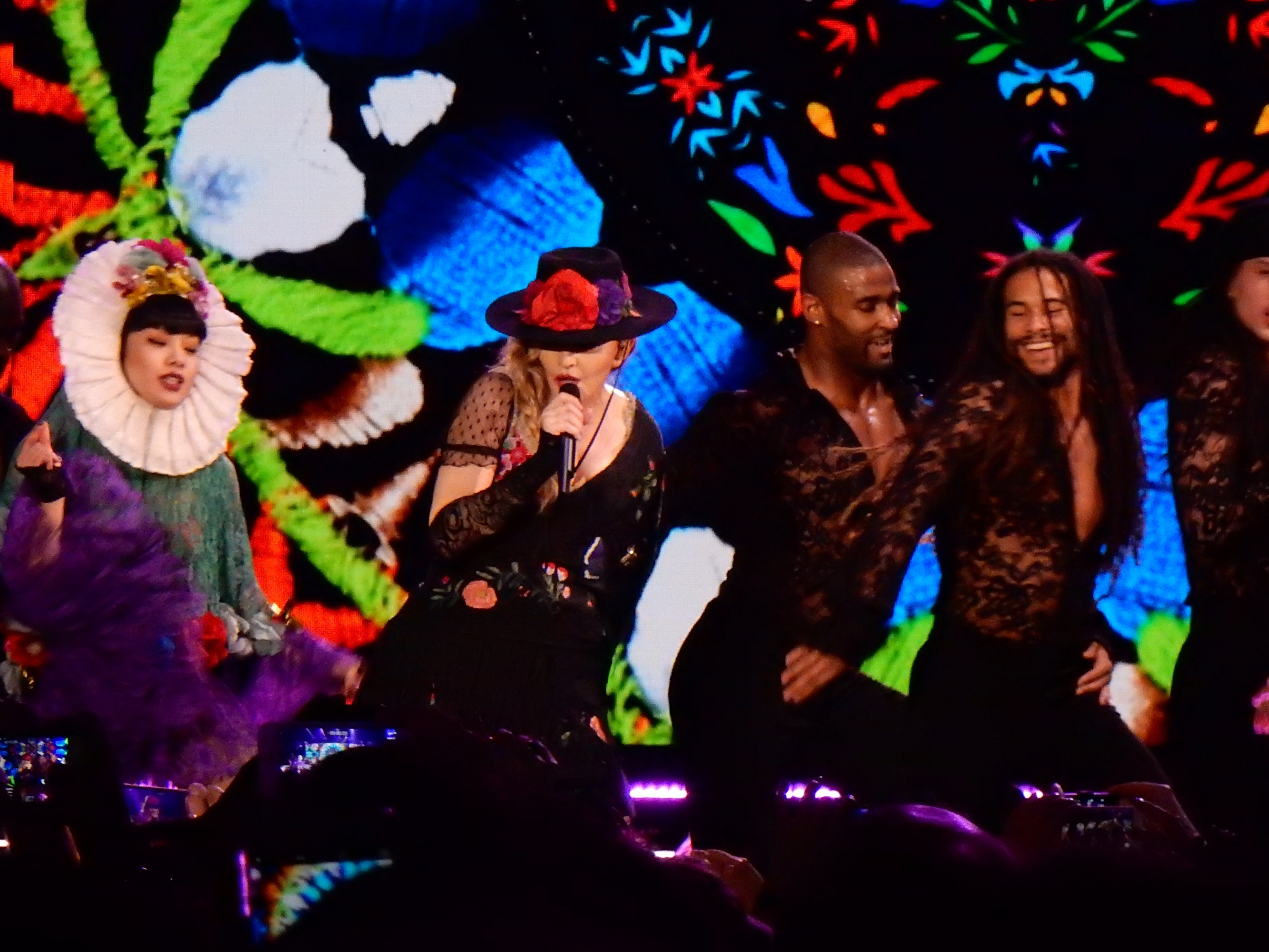
Madonna interpretando «Into the Groove» en su gira Rebel Heart Tour (2015-2016). Dicha canción se lanzó en 12" con «Angel» en Estados Unidos y Australia y es su lado B, excepto en Reino Unido

Madonna y Steve Bray compusieron «Angel» y se lanzó mundialmente el 10 de abril de 1985. La intérprete explicó a Bray que buscaba un álbum más fuerte y orientado al pop, lo que debería reflejarse en sus canciones. Este fue uno de los primeros temas en haberse escrito del álbum; Madonna comentó que la canción trataba de una chica «deprimida por algo. Un ángel se le apareció y le curó el alma, lo que hizo que ella se enamorara locamente de él. [...] Esto es algo que yo sentí cuando era joven y pensé que esa experiencia sería una historia interesante para una canción en el disco». Madonna grabó la canción en abril de 1984, pero el proyecto se aplazó, con gran frustración por su parte, debido a que su álbum debut seguía vendiendo copias y los productores no consideraban necesario apresurar el nuevo lanzamiento. Al principio sería el primer sencillo del álbum, pero Madonna cambió de idea tras finalizar la grabación de «Like a Virgin». Al final, se convirtió en el tercer sencillo publicado en formato maxisencillo de 12" con la canción «Into the Groove», de su película de 1985 Desperately Seeking Susan, como lado B. Madonna había planeado originalmente lanzar un video musical para «Angel», pero dado que en aquel tiempo había cinco grabaciones de la artista con una amplia difusión, Warner Bros. y Madonna decidieron que no les convendría saturar los canales de música con uno más. La discográfica hizo un compacto promocional del tema con escenas de los videos de «Burning Up», «Borderline», «Lucky Star», «Like a Virgin» y «Material Girl», que se transmitió en Reino Unido. Este fue incluido en las recopilaciones de videos promocionales It's That Girl y She's Breathless.
«Angel» empieza con una risa y un eco que se desplaza de izquierda a la derecha. Se basa en un hook ascendente que consiste en una secuencia de tres acordes, presente en las estrofas y el estribillo. Posee frases de dos compases de 4/4 y se interpreta a un tempo medio de 120 pulsaciones por minuto; el ritmo constante le da a la canción un sonido similar a los temas de la banda estadounidense Machine. La melodía está compuesta en la tonalidad de sol mayor y el registro de la cantante abarca desde la nota aguda sol hacia la grave si♭. El tema tiene una secuencia básica de re7 menor–mi7 menor–fa–re7 menor–mi7–fa como progresión armónica. Al comienzo, Madonna canta en un registro grave y luego pasa a uno agudo en el verso: I can see it in your e-e-e-eyye-e-s («Puedo verlo en tus ojos»). Alfred Soto opinó en un artículo de la revista Stylus que esta frase proviene de la canción «Death Disco» (1979), de la banda británica Public Image Ltd. La canción incluye armonías vocálicas en el estribillo principal y finaliza con la risa inicial, mientras que la música se atenúa gradualmente. La letra reitera constantemente la imagen angelical del salvador de Madonna. Además el remix extendido posee un break y efectos de sonido.

## Recepción crítica
Rikky Rooksby, autor de Madonna: The Complete Guide to Her Music, dijo que «Angel» es una canción que es «inferior incluso a la suma de sus partes». Santiago Fouz-Hernández y Freya Jarman-Ivens, autores de Madonna's Drowned Worlds: New Approaches to Her Cultural Transformations, consideraron que «la línea del sintetizador pizzicato que abre "Angel" era un clásico efecto de Madonna». John Leland de la revista Spin lo llamó un refrito del sencillo anterior de Madonna, «Lucky Star» (1984), con «una melodía y ritmo aún más flojos. [...] "Angel" es [un ejemplo de] Nile Rodgers haciendo lo que mejor sabe hacer: convertir un producto malo en una máquina de hacer dinero». Stephen Thomas Erlewine de Allmusic se refirió al tema como «una excelente [canción] dance-pop estándar». Sal Cinquemani de Slant Magazine lo describió con la palabra «azucarado». También de Slant Magazine, Eric Henderson dijo que «["Angel"] funciona mejor siendo recordado a medias, para así poder seguir redescubriéndolo una y otra vez». En su reseña de Like a Virgin en 1995, Dave Karger de Entertainment Weekly opinó que el sencillo resultó un «poco inmaduro y repetitivo». Joe Lynch de la revista Billboard lo ubicó en la vigésimo novena posición del ranking de las 100 mejores canciones de la artista; destacó que se trataba de «una joya tristemente infravalorada de su segundo álbum». De la misma publicación, Chuck Arnold la consideró la sexta mejor canción de Like a Virgin y escribió: 
Publicado como el tercer sencillo de Like a Virgin, [«Angel»] tuvo el dudoso honor de tener un lado B superior en «Into the Groove», uno de los clásicos de Madonna. [...] Aun así, la canción alcanzó el número 5 en el Billboard Hot 100 con la fuerza de un vértigo irresistible que comienza con esos sintetizadores y risitas al principio.
Alfred Soto de Stylus Magazine comentó que «"Angel" es especialmente espectacular, sin duda la cúspide de los logros de Rodgers desde su época con Chic. [...] Consigue resaltar, más eficazmente que los [otros] dos sencillos, la decidida superficialidad de Madonna, un estilo que fastidia a los ignorantes hoy en día y que les dificultó la valoración se sus habilidades musicales incluso más de lo que les costó a los mismos críticos reconocer a Cyndi Lauper como la verdadera charlatana». Nancy Erlich de Billboard lo calificó como «tecnopop romántico y nada conflictivo. [...] El reinado [de Madonna] sigue siendo la principal obsesión de la prensa del 85». Leo Tassoni, escritor de Madonna (1993), dijo: «Es una mezcla de estilo romántico con música trepidante». El autor J. Randy Taraborrelli opinó en su libro Madonna: An Intimate Biography que el disco Like a Virgin «provoca con canciones como "Dress You Up", "Material Girl", "Angel" y el título del álbum». Se mencionó a la canción en el libro The All Music Guide to Electronica: The Definitive Guide to Electronic Music, junto con «Dress You Up», «True Blue», «Who's That Girl» y «Causing a Commotion», como «varios de los grandes éxitos que no están presentes en [el recopilatorio] The Immaculate Collection [(1990)]». Ed Masley, de The Arizona Republic, lo nombró el décimo mejor sencillo de la artista y escribió: «Ese hook pizzicatto, una mezcla de sintetizador y guitarra, es innegable. Y la entrega de Madonna es genial, desde el anhelo que trae al estribillo hasta esa risita juguetona que deja caer de la nada».

## Recepción comercial

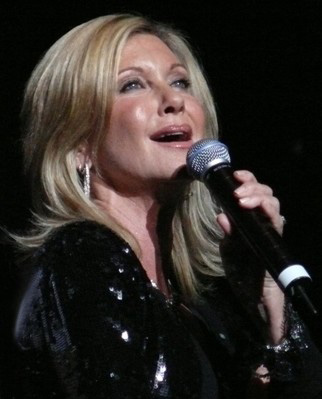
Con «Angel», Madonna empató con Olivia Newton-John (fotografía) como la artista femenina con más sencillos en el top cinco del Billboard Hot 100 en ese momento

Tras su lanzamiento, «Angel» ingresó en el puesto número 48 en la lista Billboard Hot 100 el 27 de abril de 1985, mientras su sencillo anterior, «Crazy for You», ocupaba el segundo puesto. Después de diez semanas, alcanzó el quinto lugar en dicha lista, lo que convirtió a Madonna, junto con la cantante y actriz británica Olivia Newton-John, en la mujer con más éxitos en el top 5 del Hot 100 hasta la fecha. Se posicionó en el puesto setenta y cinco en la lista de fin de año de 1985. El 11 de mayo de 1985, «Angel» ingresó en la lista de adulto contemporáneo en la quinta posición. Además, debutó en el número 40 en el conteo Hot Dance Music/Club Play el 1 de junio de 1985 y llegó a la cima tres semanas después. También apareció en otras listas de Billboard, tales como Hot Dance Singles Sales y Hot Black Singles, en el top cinco y en la posición 71, respectivamente. El 30 de julio de 1985, «Angel» y su lado B «Into the Groove» recibieron un disco de oro de la Recording Industry Association of America (RIAA) por la venta de un millón de copias en Estados Unidos —el requerimiento de un sencillo de oro antes de 1989—. Fue el primer maxisencillo  en recibir una certificación de oro desde «Double Dutch Bus» (1981) de Frankie Smith. El maxi llegó al puesto 81 en la lista de fin de año de 1985, lo que convirtió a Madonna en la artista pop con mayor cantidad de ventas de dicho año.
En Canadá, el tema debutó en el número 80 en la revista RPM el 4 de mayo de 1985, Tras ocho semanas, alcanzó el quinto lugar. y permaneció un total de 25 semanas; en la lista de fin de año, alcanzó el 56. En Reino Unido se lanzó con «Burning Up» como lado B y debutó en el décimo puesto en la UK Singles Chart el 9 de septiembre de 1985. En la edición siguiente, alcanzó el quinto puesto y estuvo presente un total de 12 semanas en la lista. El 21 de septiembre de 1985, «Angel» apareció en el segundo lugar en la lista oficial de España. Recibió un disco de plata por la British Phonographic Industry (BPI) por la venta de 200 000 copias en Reino Unido. Según con la compañía Official Charts Company, vendió 205 000 copias. En Australia, «Angel» alcanzó lo más alto de la lista de Kent Music Report y además fue el segundo sencillo más vendido de 1985 en ese país. También estuvo en los veinte primeros en Bélgica, Irlanda, Países Bajos, Nueva Zelanda, Suiza y en la lista Eurochart Hot 100 Singles, elaborada por Music & Media. Bill Lamb, de About.com, colocó al tema en el quinto puesto con «Dress You Up» y «Ray of Light» en el Top 40/Pop de la cantante.

## Interpretación en vivo
Madonna interpretó «Angel» en su gira de 1985 The Virgin Tour como quinta canción del repertorio. La cantante usaba una camiseta azul transparente, mostrando su característico sostén negro. También tenía unas mallas de encaje y crucifijos alrededor de una de sus orejas y su cuello. Tras la presentación de «Everybody», las luces se apagaban y se empezaba a escuchar la introducción del tema. La intérprete aparecía sentada en lo alto de las escaleras, para descender poco a poco a continuación. Durante el interludio del sencillo, ella y sus bailarines se movían por todo el escenario, mientras caían globos blancos. Madonna continuaba cantando mientras las luces se volvían a apagar. Al finalizar la interpretación, desaparecía tras los bastidores para cambiarse de ropa. «Angel» no se incluyó en el video Madonna Live: The Virgin Tour.

## Lista de canciones y formatos
| CD  |                              |          |  |
| N.º | Título                       | Duración |  |
| 1.  | «Angel» (Extended Dance Mix) | 6:13     |  |
| 2.  | «Into the Groove»            | 4:44     |  |

| 7"  |                          |          |  |
| N.º | Título                   | Duración |  |
| 1.  | «Angel» (radio edit)     | 3:40     |  |
| 2.  | «Angel» (Dance Mix Edit) | 4:56     |  |

| 12" |                                |          |  |
| N.º | Título                         | Duración |  |
| 1.  | «Angel» (Extended Dance Remix) | 6:15     |  |
| 2.  | «Into the Groove»              | 4:43     |  |

| 7"  |                                    |          |  |
| N.º | Título                             | Duración |  |
| 1.  | «Angel»                            | 3:40     |  |
| 2.  | «Burning Up» (versión alternativa) | 4:48     |  |

| 12" |                                    |          |  |
| N.º | Título                             | Duración |  |
| 1.  | «Angel» (Extended Dance Remix)     | 6:15     |  |
| 2.  | «Burning Up» (versión alternativa) | 4:48     |  |

## Posicionamiento en listas
| País (Lista 1985)                      | Posición |
| -------------------------------------- | -------- |
| Alemania (Offizielle Deutsche Charts)  | 31       |
| Australia (Kent Music Report)          | 1        |
| Bélgica Flandes (Ultratop)             | 18       |
| Canadá (RPM)                           | 5        |
| España (PROMUSICAE)                    | 2        |
| Estados Unidos (Adult Contemporary)    | 5        |
| Estados Unidos (Billboard Hot 100)     | 5        |
| Estados Unidos (Dance Club Songs)      | 1        |
| Estados Unidos (Hot R&B/Hip-Hop Songs) | 71       |
| Europa (Eurochart Hot 100 Singles)     | 14       |
| Irlanda (IRMA)                         | 3        |
| Nueva Zelanda (Recorded Music NZ)      | 2        |
| Países Bajos (Single Top 100)          | 46       |
| Reino Unido (UK Singles Chart)         | 5        |
| Suiza (Schweizer Hitparade)            | 17       |

| País (Lista 1985)                  | Posición |
| ---------------------------------- | -------- |
| Australia (Kent Music Report)      | 2        |
| Canadá (RPM Singles Chart)         | 56       |
| Estados Unidos (Billboard Hot 100) | 81       |
| Nueva Zelanda (Recorded Music NZ)  | 21       |

## Certificaciones
| País                  | Certificaciones |
| --------------------- | --------------- |
| Estados Unidos (RIAA) | Oro             |

## Créditos y personal
- Madonna: compositora, voz, coros
- Steve Bray: compositor
- Nile Rodgers: productor, guitarras, mezcla
- James Farber: mezcla
- Jimmy Bralower: programación
- Rob Sabino: sintetizador de base y clasificados
- Curtis King: coros
- Frank Simms: coros
- George Simms: coro

Créditos adaptados de las notas del álbum Like a Virgin.